# Трагес-Санкт-Катарайн
Трагес-Санкт-Катарайн (нім. Tragöß-Sankt Katharein) — громада  (нім. Gemeinde)  в Австрії, у федеральній землі Штирія.
Входить до складу округу Мурталь. Населення становить 1888 осіб (станом на 31 грудня 2015 року). Займає площу 153 км². Громаду засновано 1 січня 2015, під час місцевих адміністративних реформ.